# Vladimír Kepák
Vladimír Kepák (10. června 1914 Královo Pole – 13. října 1944 Severní moře) byl český palubní střelec a radiooperátor Royal Air Force v období druhé světové války.

## Život

### Před druhou světovou válkou
Vladimír Kepák se narodil 10. června 1914 v Králově Poli u Brna v rodině zámečníka Vojtěcha Kepáka a Anny, rozené Hausmanové. V rámci prezenční vojenské služby absolvoval poddůstojnickou školu.

### Druhá světová válka
Po německé okupaci opustil Vladimír Kepák v červnu 1939 ve skupině studentů ilegálně Protektorát Čechy a Morava a přes Polsko se dostal do Francie, kde vstoupil do cizinecké legie. Po vypuknutí druhé světové války byl ze závazku propuštěn a 26. září 1939 se v Agde stal příslušníkem ve Francii organizované Československé armády v zahraničí, od 3. června 1940 pak její letecké skupiny. Po pádu Francie se 24. června 1940 evakuoval do Spojeného království, kam dorazil 7. července téhož roku. Zde se přihlásil do Royal Air Force a po výcviku byl zařazen jako palubní střelec k 311. československé bombardovací peruti, kde mezi lety 1940 a 1941 absolvoval první operační turnus v počtu 200 odlétaných hodin. Po jeho ukončení absolvoval výcvik na palubního radiooperátora u cvičných jednotak 62. a 51. OTU. Dne 20. června 1944 během cvičného letu byl zraněn při nehodě letounu Bristol Beaufighter Mk.IF X7705, který měl poruchu motoru. Vladimír Kepák vyskočil na padáku, pilot František Kotiba zahynul při pokusu o nouzové přistání. Dne 31. července 1944 nastoupil do druhého operačního turnusu na pozici radiooperátora u polské noční stíhací 307. perutě. Dne 13. října 1944 se společně s pilotem F. Kottem nevrátil z operačního letu nad Severním mořem. Ve svém stroji de Havilland Mosquito NF Mk.XII DZ302 EW-E pravděpodobně sestřelili německý letoun Heinkel He 111 s podvěšenou střelou V-1, jejíž výbuch se stal osudným i jim. Jejich těla nebyla nalezena. Dosáhl hodnosti rotmistra.

## Ocenění

### Vyznamenání
- Československá medaile Za chrabrost před nepřítelem
- Československý válečný kříž 1939
- Medaile za dlouhou a vzornou službu v letectvu
- Pamětní medaile československé armády v zahraničí

### Posmrtná ocenění
- Vladimír Kepák byl v roce 1991 in memoriam povýšen do hodnosti podplukovníka
- Po Vladimíru Kepákovi byla v roce 1995 pojmenována jedna z ulic v jeho rodném Králově Poli[1]